# Łagiewniki (powiat sieradzki)
Łagiewniki – wieś w Polsce, położona w województwie łódzkim, w powiecie sieradzkim, w gminie Złoczew. Wchodzi w skład sołectwa Grójec Mały.
W latach 1975–1998 miejscowość administracyjnie należała do województwa sieradzkiego.

## Nazwa
Nazwa miejscowości pochodzi od nazwy wczesnośredniowiecznego zawodu łagiewnika polegającego na wyrabianiu drewnianych lub glinianych naczyń.